# Diego Montoya (político)
Diego Joaquín Montoya  (Córdoba 11 de noviembre de 1885 - 19 de marzo de 1966) fue un profesional de gran participación en el desarrollo político, social y de la salud de la ciudad de Las Varillas. Se lo conocía como "El Médico de los Pobres".

## Vida política
Montoya fue el primer presidente del Concejo Deliberante y estuvo tres veces como Intendente de la Ciudad. Junto al Dr. Lorenzo Ortiz y Ventura Pardal, fue uno de los pioneros en la política de Las Varillas. Todos ellos pertenecían al Partido Demócrata y luego, con la aparición pública de Perón, se pasaron a las filas del Justicialismo.
Durante su primera intendencia se instala el alumbrado público y se colocan las primeras cuarenta y cinco lamparitas.
La segunda y tencer intendencia son asumidas por renuncia del Intendente Dr. Lorenzo Ortiz.

## Participación social
Integró numerosas comisiones de diversas instituciones del medio, como por ejemplo la Biblioteca Popular Sarmiento, el Club Huracán.

## Vida profesional
Se gradúa de Médico en la Ciudad de Córdoba en 1910, comienza a ejercer profesionalmente en el Ejército Argentino. Al año siguiente se instala en Luque, donde conoce a quien fuera su esposa, Doña María Elissa Peralta. Desde 1931 integra la Junta de Sanidad en la que participa ad-honorem junto al Dr. Lorenzo Ortiz. En 1937 dirige, desde su puesta en marcha, el Dispensario Provincial Polivalente. En memoria a sus aportes a la salud, el Hospital Vecinal lleva su nombre.